# Moment of Truth
Moment of Truth é o quinto álbum de estúdio do grupo de Hip Hop, Gang Starr.

## Avaliação
Lançado quatro anos após o álbum anterior, Hard to Earn, isso poderia ser visto como um regresso, com novo, e atualizado estilo para o seu já estabelecido Jazz rap, como indicado por Guru na introdução.
"Nós temos algumas fórmulas, porém nós às atualizamos (Oh certo)
com o tempo e tudo mais vocês vão entender
Então vocês saberão que o estilo das rimas se elevou
O estilo dos beats está elevado, mais ainda está Guru e DJ Premier."
Com estilo, estão as produções de DJ Premier, embora mantendo a a linha e a fórmula dos loop's de duas notas e refrões com scratchs, expandindo sua frota de samples. Não apenas usando orquestrais (menos bases de funk/soul), horns e strings, mas ele também apresenta mais tons, sem samples melódicos, um estilo que ele explorou em The Sun Rises In East de Jeru The Damaja. Guru também evolui sobre as faixas do álbum, ele se concentra mais abertamente em questões sociais, e nas tentativas de abraçar seu status, que tinha aumentado consideravelmente durante a carreira no Gang Starr ao ponto de muitos já considerar-lhe uma lenda do Hip Hop. É claro, sua marca registrada a "batalha de rimas" ou "freestyle" também está em pleno vigor em muitas faixas.
Apesar de ser obscurecido por artistas mais populares, o álbum ganhou imenso respeito dentro do circuito do Hip Hop Underground, e foi o álbum mais bem sucedido comercialmente lançado pelo Gang Starr até o presente momento, e considerado por muitos como o melhor álbum da dupla e um dos melhores da história do Hip Hop. Moment of Truth estreou em #1 no quadro de posições do Top R&B/Hip-Hop Albums, com 97,000 cópias vendidas na primeira semana. O álbum passou a vender mais de 500.000 cópias e foi certificado Ouro pela RIAA em 7 de maio de 1998. A principal música "You Know My Steez" tornou-se o segundo single de sucesso da dupla em 1997 à atingir a Billboard Hot 100, alcançando a posição #76. A Spin Magazine classificou-o como o #16 melhor álbum de 1998.
O álbum inclui a aparição dos rappers, Inspectah Deck, Scarface, G-Dep, Freddie Foxxx, K-Ci & JoJo e M.O.P., entre outros.
Está música também aparece no jogo Dave Mirra Freestyle BMX 2, que é um jogo de BMX para consoles.

## Faixas
| #  | Título                     | Produtor(es)     | Artista(s)                                           | Tempo |
| -- | -------------------------- | ---------------- | ---------------------------------------------------- | ----- |
| 1  | "You Know My Steez"        | DJ Premier, Guru | Guru                                                 | 4:07  |
| 2  | "Robbin Hood Theory"       | DJ Premier, Guru | Guru                                                 | 3:44  |
| 3  | "Work"                     | DJ Premier, Guru | Guru                                                 | 2:47  |
| 4  | "Royalty"                  | DJ Premier, Guru | Guru, K-Ci & JoJo                                    | 4:39  |
| 5  | "Above The Clouds"         | DJ Premier, Guru | Guru, Inspectah Deck                                 | 3:13  |
| 6  | "JFK 2 LAX"                | DJ Premier, Guru | Guru                                                 | 3:34  |
| 7  | "Itz A Set Up"             | DJ Premier, Guru | Guru, Hannibal                                       | 3:49  |
| 8  | "Moment Of Truth"          | DJ Premier, Guru | Guru                                                 | 4:07  |
| 9  | "B.I. Vs. Friendship"      | DJ Premier, Guru | Lil' Fame (do M.O.P.), Guru, Billy Danze (do M.O.P.) | 4:37  |
| 10 | "The Militia"              | DJ Premier, Guru | Big Shug, Guru, Freddie Foxxx                        | 4:48  |
| 11 | "The Rep Grows Bigga"      | DJ Premier, Guru | Guru                                                 | 4:55  |
| 12 | "What I'm Here 4"          | DJ Premier, Guru | Guru                                                 | 2:45  |
| 13 | "She Knowz What She Wantz" | DJ Premier, Guru | Guru                                                 | 3:00  |
| 14 | "New York Strait Talk"     | DJ Premier, Guru | Guru                                                 | 4:14  |
| 15 | "My Advice 2 You"          | DJ Premier, Guru | Guru                                                 | 2:31  |
| 16 | "Make 'Em Pay"             | DJ Premier, Guru | Guru, Krumbsnatcha                                   | 4:21  |
| 17 | "The Mall"                 | DJ Premier, Guru | G-Dep, Shiggy Sha, Guru                              | 3:40  |
| 18 | "Betrayal"                 | DJ Premier, Guru | Guru, Scarface                                       | 5:29  |
| 19 | "Next Time"                | DJ Premier, Guru | Guru                                                 | 3:06  |
| 20 | "In Memory Of..."          | DJ Premier, Guru | Guru                                                 | 3:50  |

## Samples
You Know My Steez
- "Drowning in the Sea of Love" por Joe Simon
- "Music Lets Me Be" por Les McCann
- "Flash is on the Beatbox" por Grandmaster Flash
- "Shadowboxin'" por GZA (vocais por Method Man)
- "Episodes of a Hustla" por Big Noyd
- "What is Hip Hop?" por Greg Tate

Work
- "Devil in the Dark" por The Manhattans
- "Prove Your Love" por Fleetwood Mac
- "Closer to God" por Krumb Snatcha

Royalty
- "Let's Do it In Slow Motion" por Latimore
- "DWYCK" por Gang Starr (Vocais por Guru)

Above The Clouds
- "Two Piece Flower" por John Dankworth

JFK 2 Lax
- "It's Time to Breakdown" por The Supremes

Itz A Set Up
- "Beyond Yesterday" por Les McCann

Moment Of Truth
- "Let's Fall in Love All Over" por Billy Paul

Militia
- "Main Title (Dark Shadows Theme)" por Robert Cobert

Rep Grows Bigga
- "Come Dancing" por Jeff Beck
- "Off The Books" por The Beatnuts
- "DWYCK" por Gang Starr (Vocais por Guru)
- "C.R.E.A.M." por Wu-Tang Clan
- "Fakin' Jax" por I.N.I.
- "Refuse to Lose" por Non Phixion

What I'm Here 4
- "Little Green Apples" por Young-Holt Unlimited

She Knowz What She Wantz
- "Sunnin' and Funnin'" por MFSB
- "Itzsoweezee (HOT)" por De La Soul

New York Strait Talk
- "It's My Thang" por EPMD
- "Bastards" por Ruthless Bastards

My Advice 2 You
- "I Love You More Than You Will Know" por Cold Blood

Make 'Em Pay
- "Livin' Proof" por Group Home
- "You're Something Special" por Five Special

Betrayal
- "Deliver the Word" por War

Next Time
- "A Good Man is Gone" por Monk Higgins & the Specialites
- "I Shot Ya (Remix)" por LL Cool J

In Memory Of...
- "Here's that Rainy Day" por Paul Horn & Nexus
- "You're Nobody (Til Somebody Kills You)" por The Notorious B.I.G.

## Singles
| Informações                                                                                               |
| --- |
| "Royalty" [Single Promocional] - Lançamento: 1997 - Lado B:                                               |
| "You Know My Steez" - Lançamento: 18 de novembro de 1997 - Lado B: "So Wassup?"                           |
| "The Militia" - Lnçamento: 28 de julho de 1998 - Lado B: "You Know My Steez (Three Men And A Lady Remix)" |

## Quadro de posições do álbum
| Ano  | Álbum           | Quadro de posições | Quadro de posições     | Quadro de posições |
| Ano  | Álbum           | Billboard 200      | Top R&B/Hip Hop Albums |                    |
| 1998 | Moment Of Truth | #6                 | #1                     |                    |

## Quadro de posições dos singles
| Ano  | Música              | Quadro de posições | Quadro de posições               | Quadro de posições |                                    |
| Ano  | Música              | Billboard Hot 100  | Hot R&B/Hip-Hop Singles & Tracks | Hot Rap Singles    | Hot Dance Music/Maxi-Singles Sales |
| 1997 | "You Know My Steez" | #76                | #32                              | #5                 | #2                                 |
| 1998 | "The Militia"       | -                  | #68                              | #38                | -                                  |